# ورزشگاه رمت گن

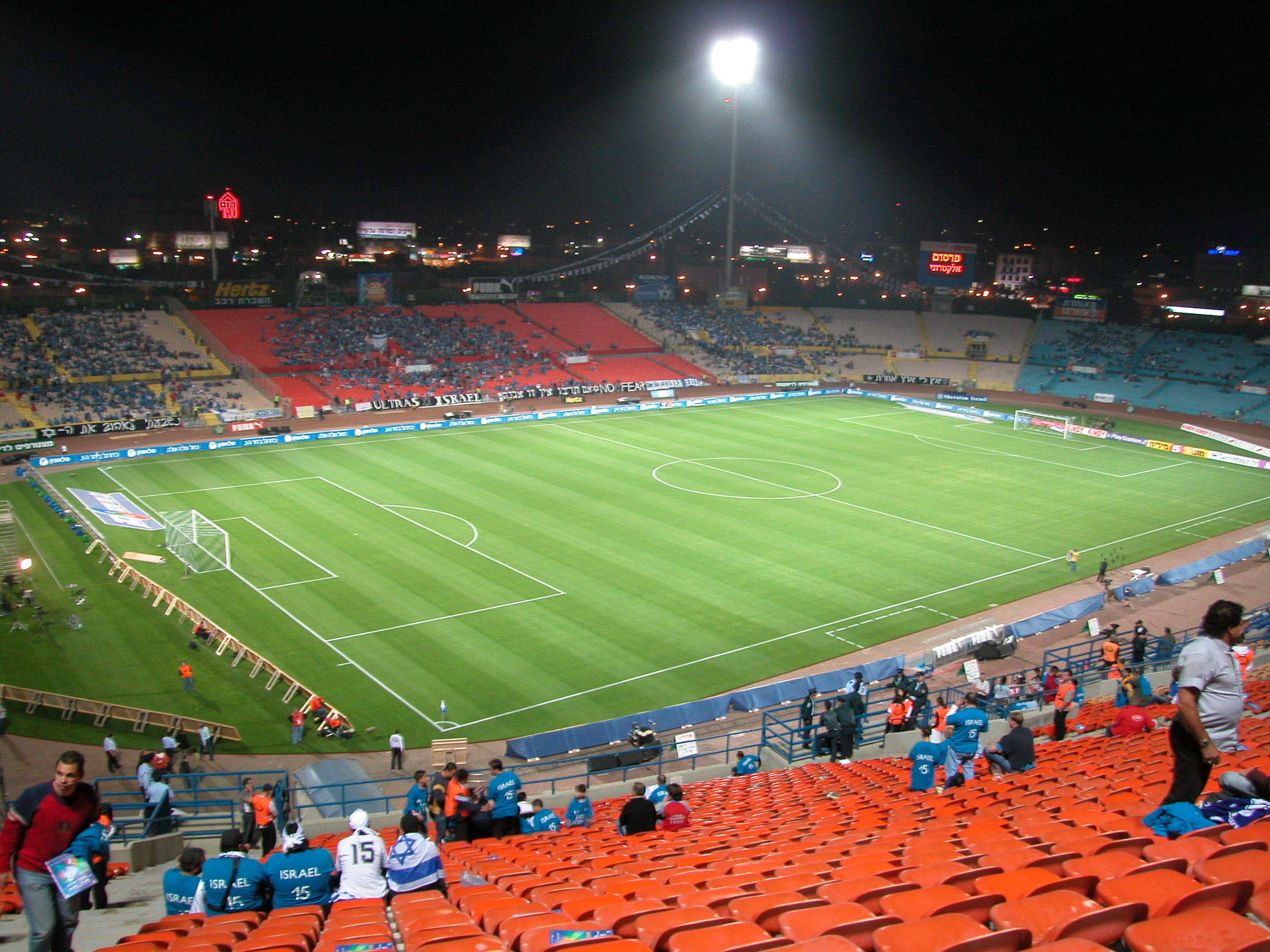
ورزشگاه ورزشی رمت گن که در شهر رمت گن قرار دارد، خانه کنونی تیم ملی فوتبال اسرائیل است.

ورزشگاه رمت گن (در عبری: איצטדיון רמת-גן) نام ورزشگاهی است که در شهر رمت گن در استان تل‌آویو است، واقع شده‌است. این ورزشگاه خانه کنونی تیم ملی فوتبال اسرائیل محسوب می‌شود و همچنین با نام ورزشگاه ملی نیز نامیده می‌شود.
گنجایش ورزشگاه رمت گن ۴۱٬۵۸۳ نفر است. طول زمین چمن ورزشگاه رمت گن ۱۰۵ متر در عرض ۶۸ متر است.